# Stylogaster decorata
Stylogaster decorata är en tvåvingeart som beskrevs av Aldrich 1930. Stylogaster decorata ingår i släktet Stylogaster och familjen stekelflugor. Inga underarter finns listade i Catalogue of Life.